# Колючкоподібні
Колючкоподібні (Gasterosteiformes) — ряд риб надряду акантоперих (Acanthopterygii). Невеликі морські, солонуватоводні й рідше прісноводні риби, поширені в субтропічних, помірних та холодних водах Північної півкулі. Станом на 2025 до ряду відносяться 5 родин. Окремі види мають обмежене промислове значення.

## Етимологія
Наукова назва ряду Gasterosteiformes, походить від грец. «кістко-черевні»: gaster (γαστήρ; «черево») + ostoun (ὀστοῦν; «кістка») + -formes від лат. «подібний».

## Опис
Невеликі риби, зазвичай до 30 см завдовжки. Тіло більш-менш видовжене, веретеноподібне, голе або вкрите уздовж боків рядом кісткових пластинок. Попереду спинного плавця є 2 або більше окремих колючок, що не з'єднані перетинкою. Черевні плавці маленькі, знаходяться дещо позаду від грудних, кінці яких доходять за їх основу, звичайно складаються з однієї сильної колючки, рідко мають ще 1—3 промені. Попереду спинного плавця є 2 або більше окремих колючок, що не з'єднані перетинкою. Спинний та анальний плавці мають розгалужені промені. Радіальні елементи грудних плавців маленькі, без отворів між ними. В окремих видів грудні плавці відсутні. Черевний пояс безпосередньо не з'єднується з плечовим поясом. Ребра вільні, не прикріплені до нашкірних щитків. Рило конічне, іноді дещо трубкоподібне. Рот невеликий, висувний, обрамлений лише міжщелепними кістками. Зуби є на щелепах та глотково-зябрових кістках, на сошнику і піднебінних кістках відсутні. Кістки зябрових кришок добре розвинені, променів зябрової перетинки 3. У черепі відсутня надщелепна кістка і ще кілька дрібних кісток. Закритопузирні риби. Відомі з міоцену.

## Поширення
Представники ряду поширені в субтропічних, помірних та холодних водах Північної півкулі, переважно в прибережних зонах теплих морів.
У Чорному та Азовському морях,  а також у внутрішніх водоймах і територіальних водах України колючкоподібні представлені 2 родами і 2 видами, що відносяться до родини колючкових Gasterosteidae:
- колючка південна (Pungitius platygaster);
- колючка триголкова (Gasterosteus aculeatus).

## Систематика
Станом на 2025 рік описано 5 родин:
- Aulorhynchidae
- Gasterosteidae — Колючкові
- Hypoptychidae — Короткопері піщанки
- Indostomidae
- Pegasidae